# (2286) Fesenkov
Pour les articles homonymes, voir Fesenkov.
(2286) Fesenkov est un astéroïde de la ceinture principale.

## Description
(2286) Fesenkov est un astéroïde de la ceinture principale. Il fut découvert le 14 juillet 1977 à Naoutchnyï par Nikolaï Tchernykh. Il présente une orbite caractérisée par un demi-grand axe de 2,19 UA, une excentricité de 0,09 et une inclinaison de 1,3° par rapport à l'écliptique.

## Compléments